# Нобелов банкет
Нобелов банкет (швед. Nobelfesten) је годишњи банкет који се одржава 10. децембра у Плавој сали Градске куће Стокхолма, након церемоније доделе Нобелове награде. На банкету, за који постоји формални кодекс облачења, служи се вечера са више јела а обезбеђена је и забава. После вечере, плеше се у Златној сали. Догађај се преноси уживо на Шведском јавном сервису телевизије и радија, и у иностранству са генерално високом гледаношћу.

## Историја
Први банкет, за 113 мушких гостију, одржан је 1901. и до 1923. био је познат као Нобелова вечера (швед. Nobelmiddagen). До 1930. банкет се одржавао у Зимској башти у стокхолмском Гранд Хотелу Ројал, а такође се одржавао и у Златној дворани Шведске академије.
Банкет угошћује 1.300 гостију (укључујући шведску краљевску породицу) и 200 студената. Његов домаћин, председник Нобелове фондације, увек седи за краљевским столом.
Током вечере (обично траје четири сата) сваки добитник Нобелове награде држи говор, често ведар. Постоје две свечане здравице: здравица лојалности шведском монарху и друга, од стране монарха, у знак сећања на Алфреда Нобела. Говоре и здравице изводи онај који руководи здравицама банкета, традиционално шведски студент који ради овај посао четири године.
Услугу током банкета пружају конобари, кувари и други који се обучавају више недеља. Од 1970-их, цвеће за банкет обезбеђује италијански град Санремо (где је Нобел живео током последњих година свог живота). Узгаја се у округу Империја у региону Лигурија у Италији.
Крајем јула 2020. објављено је да ће банкет бити отказан за ту годину због пандемије Ковида 19. Ово је био први пут да је банкет отказан од 1956. У септембру 2021. године најављено је да ће и банкет 2021. бити одложен, опет због пандемије. 2022. банкет се враћа после две године паузе. За 2022. амбасадори у Шведској из Белорусије, Русије и Ирана нису позвани да се придруже банкету.

### Правило облачења
Вечера је формална ствар, а за мушкарце је кодекс облачења бела кравата, а ордени и одликовања треба да се носе.